# حلابة (مصر)
حلابة إحدى قرى مركز قليوب التابع لمحافظة القليوبية بجمهورية مصر العربية.

## التاريخ
قرية حلابة من القرى القديمة، حيث وردت باسم «قتلانه» في أعمال القليوبية ضمن قرى الروك الناصري التي أحصاها ابن الجيعان في كتاب «التحفة السنية بأسماء البلاد المصرية». وفي العصر العثماني وردت باسم «حلابة» في التربيع العثماني الذي أجراه الوالي العثماني سليمان باشا الخادم في عصر السلطان العثماني سليمان القانوني ضمن قرى ولاية القليوبية، وفي تاريخ 1228هـ/1813م الذي عدّ قرى مصر بعد المسح الذي قام به محمد علي باشا باسم «حلابة» ضمن قرى مديرية القليوبية.

## السكان
بلغ عدد سكان حلابة وكفر السبيل 7,674 نسمة، حسب الإحصاء الرسمي لعام 2006.